# Yusof Ishak
Tun Haji Yusof bin Ishak (Jawi: يوسف بن اسحاق;/ˈjʊsɒf bɪn ˈɪs.hɑːk/ YUUSS-off bin ISS-hahk; DUT (First Class), SMN 12 tháng 08 năm 1910 – 23 tháng 11 năm 1970) là một chính trị gia người Singapore và là tổng thống Singapore đầu tiên, phục vụ từ 1965 đến 1970. Trước khi trở thành người đứng đầu đất nước, Yusof là một là nhà báo nổi tiếng và đồng sáng lập Utusan Melayu, mà vẫn còn trong thành tựu hôm nay. Ông bắt đầu báo chí sau khi tốt nghiệp Raffles Institution vào 1929 và năm 1932, ông gia nhập Warta Malaya, một công ty báo Malay nổi tiếng vào thời điểm đó. Ông rời công ty vào năm 1938 và đồng sáng lập Utusan Melayu.
Yusof đã tổ chức nhiều cuộc hẹn với chính phủ Singapore, ông phục vụ trong Ủy ban Kháng Cáo điện ảnh 1948-1950 và cũng là một thành viên của cả Ủy ban bảo tồn thiên nhiên và Ủy ban Malayanisation cho một năm. Vào tháng 7 năm 1959, ông được bổ nhiệm làm Chủ tịch Ủy ban Dịch vụ công cộng Singapore. Ông tuyên thệ nhậm chức vào ngày 03 tháng 12 năm 1959 như Singapore Yang di-Pertuan Negara (nguyên thủ quốc gia) sau chiến thắng của Đảng Hành động Nhân dân cuộc bầu cử đầu tiên được tổ chức tại Singapore sau khi Singapore tự trị. Yusof sau đó trở thành tổng thống đầu tiên của Singapore sau khi nước này giành được độc lập vào ngày 09 tháng 8 năm 1965.
Chân dung của ông xuất hiện trên các tờ tiền Singapore được giới thiệu vào năm 1999.

## Đầu đời
Sinh ra vào 12 tháng 08 năm 1910 ở Terong, Taiping, Perak Darul Ridzuan, mà sau đó đã là một phần của Các quốc gia Mã Lai liên bang (ngày nay là Malaysia), Yusof là con trai cả trong một gia đình chín người con. Ông là người gốc Minangkabau theo cha trong khi mẹ ông là một Malay từ Langkat, Indonesia. His father, Encik Ishak bin Ahmad, was also a civil servant and held the post of Acting Director of Fisheries, Straits Settlements and Federated Malay States. Em trai của ông, Aziz Ishak là một nhà báo tự do và phi công máy bay chiến đấu.
Yusof được giáo dục đầu tiên của ông tại một trường Malay ở Kuala Kurau, Perak và bắt đầu học tiếng Anh của mình vào năm 1921 tại King Edward VII School ở Taiping, Sau đó ông được nhận vào Victoria Bridge School năm 1923 khi cha của ông đã được đến Singapore. Vào 1924, ông đã được ghi danh vào Raffles Institution cho giáo dục trung học của ông. Trong suốt thời gian của mình tại Học viện Raffles, ông chơi các môn thể thao như bơi lội, tập tạ, nước polo, boxing, khúc côn cầu và cricket và cũng đã đại diện cho các trường học trong các sự kiện thể thao khác nhau. Ông là một phần của quân đoàn thiêu sinh quốc gia Singapore và được đưa như các thiếu sinh quân khóa đầu tiên trong Corps do hiệu năng vượt trội của mình. Yusof đã nhận được Giấy chứng nhận học Cambridge của ông với hạng ưu trong năm 1927, ông cũng đã được trao Queen's Scholarship và quyết định kéo dài việc học tại Viện Raffles cho đến năm 1929.

### Sự nghiệp báo chí
Sau khi tốt nghiệp từ Viện Raffles năm 1929, Yusof bắt đầu sự nghiệp của mình như là một nhà báo và đi vào quan hệ đối tác với hai người bạn khác để xuất bản, Sportsman, tạp chí thể thao dành hoàn toàn cho thể thao. Năm 1932, Yusof tham gia  Warta Malaya , một tờ báo nổi tiếng trong thời gian đó. Warta Malaya đã bị ảnh hưởng nặng nề bởi biến ở Trung Đông và Yusof muốn có một tờ báo dành riêng cho vấn đề Malay. Ông thực hiện tầm nhìn của mình bằng cách thiết lập Utusan Melayu với một số nhà lãnh đạo Malay ở Singapore tháng 5 năm 1939.
Trong suốt giai đoạn Nhật Bản chiếm đóng Singapore, Utusan Melayu đã phải dừng lưu thông như máy móc dùng để in giấy đã được trưng dụng để xuất bản các bài báo của Nhật Bản, Berita Malai. Yusof sau đó chuyển trở lại Taiping và với số tiền còn lại ông, ông mở một cửa hàng cung cấp và sống ở đó cho đến khi chiến tranh kết thúc vào năm 1945 và Utusan Melayu tiếp tục công bố. Vào năm 1957, Yusof di chuyển tới Kuala Lumpur và vào tháng 02 năm 1958, trụ sở chính của Utusan Melayu cũng đã được chuyển tới thành phố. Trong giai đoạn sau chiến tranh, nhiều người Mã Lai muốn độc lập của Malaya từ Anh và Yusof, thổi bùng sự nhiệt tình này thông qua các ấn phẩm của mình mà dẫn đến sự hình thành của Malay Quốc gia Tổ chức Kỳ (UMNO) vào năm 1946. Tuy nhiên, những lý tưởng dân chủ của ông là khác nhau từ tầm nhìn của tái lập chế độ quân chủ của Malaya UMNO của. Điều này dẫn đến tăng căng thẳng trong Utusan Melayu và vào năm 1959, Yusof đã bán cổ phiếu của mình, ông đã có trong các công ty và từ chức UMNO đã mua hầu như trên tất cả các cổ phiếu của các Utusan Melayu.

### Sự nghiệp chính trị và tổng thống
Yusof đã tổ chức nhiều cuộc gặp với chính phủ Singapore, ông đã phục vụ trong Ủy ban Kháng Cáo Phim 1948-1950 và cũng là một thành viên của cả hai đội dự bị Ủy ban Tự nhiên và Ủy ban Malayanisation cho một năm. Sau khi ông từ chức từ  Utusan Melayu , Yusof mất vị trí của Chủ tịch Ủy ban Dịch vụ công cộng của Singapore theo lời mời của sau đó thủ tướng Lee Kuan Yew.
Sau khi PAP chiến thắng trong cuộc Bầu cử Singapore, 1959, Yusof được bổ nhiệm như Yang di-Pertuan Negara và tuyên thệ nhậm chức vào ngày 03 Tháng 12 năm 1959. Trong suốt thời gian của mình như là Yang di-Pertuan Negara, Singapore được chia rẽ bởi các cuộc xung đột sắc tộc. Yusof tích cực thúc đẩy đa văn hóa và kết nối người dân của tất cả các chủng tộc để giúp khôi phục lại niềm tin và sự tự tin sau cuộc bạo loạn chủng tộc ở Singapore 1964.
Vào ngày 9 tháng 8 năm 1965, Singapore đã bị trục xuất từ Malaysia và trở thành một quốc gia độc lập. Vị trí của Yang di-Pertuan Negara đã bị bãi bỏ và Yusof sau đó trở thành Tổng thống Singapore đầu tiên. Là Tổng thống, Yusof đã tìm đến những người để trấn an người dân ngạc nhiên bởi trục xuất của Singapore và tiếp tục thúc đẩy đa dạng văn hóa và bản sắc dân tộc trong nước của các cử tri tham quan và tìm đến các nhóm chủng tộc và tôn giáo khác nhau.
Yusof bin Ishak phục vụ cho ba nhiệm kỳ trước khi ông qua đời vào ngày 23 tháng 11 năm 1970 do suy tim.

## Gia đình
Yusof đã chung sống cùng người vợ hai mươi mốt năm, Puan Noor Aishah và ba đứa con. Puan Noor Aishah tiếp tục di sản của chồng của dịch vụ công cộng và là người châu Á đầu tiên để trở thành chủ tịch củaSingapore Girl Guides Association. Bà và những đứa con hiện nay trưởng thành đã được phỏng vấn trên kệnh Channel NewsAsia trong phim tài liệu con gái của Singapore, được chiếu trong tháng 8 năm 2015 như một phần của SG50 (một sự kiện kỷ niệm 50 năm độc lập của Singapore) lễ kỷ niệm và tưởng nhớ vợ hoặc chồng của Yusof Ishak và David Marshall, hai nhà lãnh đạo tiên phong của Singapore.

## Tưởng nhớ
Các tổ chức sau đây mang tên của Yusof Ishak:
Yusof được chôn cất tại Nghĩa trang quốc gia Kranji.
- Yusof Ishak Secondary School mở bởi sau đó Thủ tướng Chính phủ Lee Kuan Yew vào 29 tháng 07 năm 1966.Lăng Tổng thống Yusof Ishak tại Nghĩa trang quốc gia Kranji

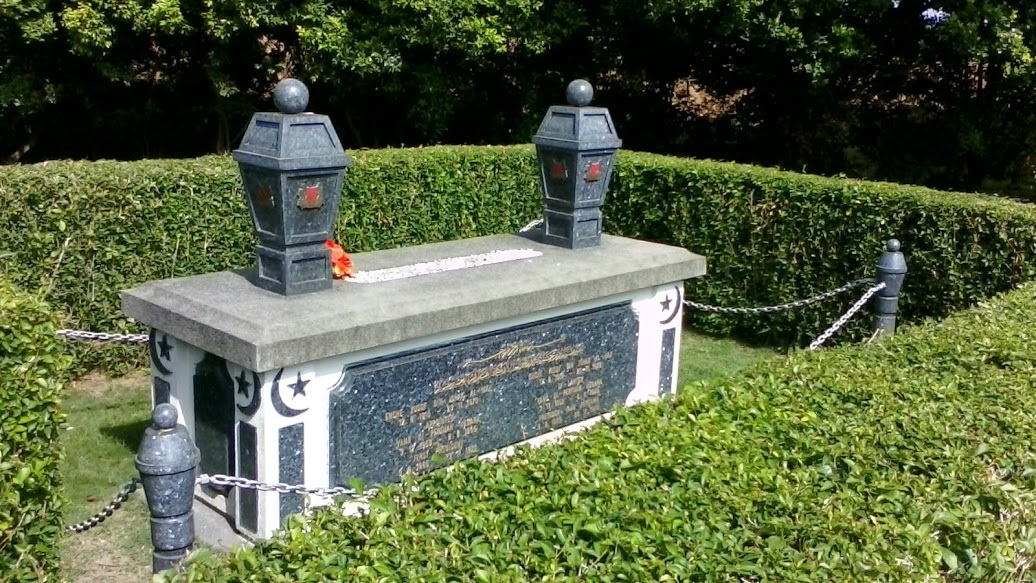
Lăng Tổng thống Yusof Ishak tại Nghĩa trang quốc gia Kranji

- The Institute of Southeast Asian Studies (ISEAS) đã chính thức đổi tên vào tháng 8 năm 2015 như-Yusof ISEAS Viện Ishak, vì vậy tên của nó sẽ nhớ tới Yusof của "tầm nhìn bình đẳng, công bằng, hài hòa và sức mạnh trong bối cảnh đa dạng".

Đài tưởng niệm khác bao gồm:
- Chân dung Yusof Ishak được ghi chú trên một series tiền đô la Singapore, phát hành năm 1999.
- Trong năm 2014, một tượng sáp của Yusof đã được ra mắt tại bảo tàng tượng sáp Madame Tussauds Singapore.
- Năm 2015, lễ kỷ niệm Năm Thánh Vàng SG50 của lễ kỷ niệm lần thứ 50 của Singapore độc lập, Inche Yusof Ishak được đặc trưng trong tất cả các bộ sáu SG50 Commemorative Notes mà ông vô địch gây ra các nhân tài, đa chủng tộc chủ nghĩa và hiện đại hóa của Singapore.[17]
- Masjid Yusof Ishak ở Woodlands là do được hoàn thành vào cuối năm 2016.[18]

## Cuộc sống cá nhân
Như Sukarno Konfrontasi (1963-1966) nổ ra khắp khu vực với Singapore phải được tách ra khỏi Malaysia vào năm 1965, một số người Mã Lai cảm thấy bị phản bội và nghĩ về việc chuyển đổi sang Malaysia khi họ thấy PAP là đảng duy nhất mà chiến đấu cho sáp nhập, đã thất bại trong cuộc chiến cho sáp nhập. Nhưng Yusof không ngừng bước đi trên mặt đất trong nhiều giờ dưới sự bỏng rát của mặt trời, bỏ qua cơn đau ở cả hai chân của mình, quý khách đến thăm mỗi thành phần xung quanh đảo để làm dịu nỗi sợ hãi của họ. Đảm bảo tất cả người Singapore rằng ông là một Malay đua sẽ ở lại Singapore bất chấp nhiều thách thức đầy biến động đối mặt với những quốc gia trẻ sơ sinh và đảm bảo rằng tất cả người Malaysia được bảo vệ và có sự chăm sóc giáo dục và y tế mà họ cần và chứng minh rằng họ đã không phân biệt đối xử, trong một Trung Quốc - đa số ở thành phố.
Đồng thời, người Trung Quốc ở Singapore đã nhiều sợ hơn người Mã Lai khi Liên bang Malaysia sụp đổ như Indonesia xem đây là một cơ hội để thôn tính (xâm nhập) Singapore từ Batam có trồng của mình, quân đội hùng mạnh thể thực hiện với sự hỗ trợ của PKI (Đảng Cộng sản Indonesia) chuyển động trong sức mạnh ngày càng tăng và ảnh hưởng. Philippines quá ca ngợi sự sụp đổ.
Điều này đã dẫn Lee Kuan Yew rơi nước mắt trên truyền hình quốc gia sau khi chia tay đã được công bố bởi lập Thủ tướng Malaysia Tunku Abdul Rahman rằng Singapore là bị khai trừ ra khỏi Liên bang Malaysia.
Điều gì tiếp theo cho Singapore trong những giai đoạn đầy biến động? Đó là Inche Yusof Ishak của quyết tâm, lòng can đảm và sự thuyết phục rằng người Mã Lai không rời Singapore, nơi một số đã rời là một phần của bán đảo Malay lớn hơn trong trường hợp một cuộc xâm lược của các lực lượng vũ trang Sukarno của Indonesia xảy ra. Inche Yusof nói với Singapore lớn tiếng rằng: "Nếu chúng ta có một thiện chí, Allah (Thiên Chúa) sẽ chỉ cho chúng ta con đường Đừng lo lắng Không có gì đáng sợ của.!!"
Nỗi sợ hãi và tin đồn lan không kiểm soát được đó là nếu một khi người Mã Lai ở Singapore để lại cho Malaysia và chỉ để lại các cộng đồng Trung Quốc đằng sau, cuộc xâm lược (sáp nhập) có thể bắt đầu sớm bởi Sukarno. Nhưng như đã hứa bởi Inche Yusof, các cộng đồng người Malay ở Singapore vẫn đặt, không bao giờ dao động và tuyên bố rằng: "sinh của tôi, quyền của tôi và cái chết của tôi là dành cho Singapore"
Sau khi độc lập của Singapore trong năm 1965 và các giai đoạn của Konfrontasi (Cuộc đối đầu, chiến tranh không tuyên bố của Indonesia) chiếm ưu thế, Singapore thấy chính nó như là một phải và bắt buộc để nâng cấp nhỏ của mình, 2 binh lực lượng vũ trang trung đoàn kẻ yếu đuối, quốc phòng và khả năng quân sự. Nhưng lời cầu xin của Singapore với thế giới để xây dựng lại lực lượng vũ trang của cô đã quay-đi và từ chối bởi một số quốc gia (tức là, Anh, Thụy Sĩ, Ấn Độ, Ai Cập, vv) Singapore thấy nó như là một 'không có lựa chọn' nhưng để tìm sự giúp đỡ khẩn cấp từ Israel trong năm 1960. Đó là một hồ sơ thấp cam kết như Singapore là trong một khu vực người theo đạo Hồi.
Inche Yusof của astuteness, sự kiên trì, sự cam chịu và kiên nhẫn trả off thời gian lớn sau một thời gian ngắn 2 tháng độc lập của hậu Singapore, Konfrontasi của Tổng thống Sukarno kết thúc, với Thiếu tướng Suharto 's cất trên của Chính phủ với mình đơn vị dự trữ quân sự sau một cuộc đảo chính thất bại do Phong trào 30 Tháng 09 của PKI.
Với Konfrontasi sớm đến quá trình kết thúc, Suharto đã trở thành Tổng thống thứ hai của Indonesia và quy định của quốc gia Hồi giáo đông dân nhất với sắt nắm tay trong 3 thập kỷ qua. Suharto bình thường hóa quan hệ với các nước láng giềng Singapore và Malaysia. Một động lực để các mối quan hệ đa phương trong khu vực. Tính ổn định, hòa bình, ngành nghề và nền kinh tế phát triển mạnh mẽ thông qua trong khu vực Đông Nam Á trong thời gian ở văn phòng.
Lợi thế thương mại của Inche Yusof Ishak đã đóng một vai trò then chốt trong hòa bình và ổn định cho khu vực với Singapore rèn tốt hơn, mối quan hệ gần gũi hơn và mạnh mẽ hơn với các nước láng giềng (Indonesia) bất chấp những kỷ niệm cay đắng của Konfrontasi 1963 của, MacDonald Nhà bom và do đó treo của hai thủy quân lục chiến Indonesia vào năm 1968 tại Nhà tù Changi.
Là một nhà báo nổi tiếng người đi bộ mặt đất và biết mọi tình huống, Yusof là một nhiếp ảnh gia đam mê và có một quan tâm đến nhiếp ảnh và quay phim.
Yusof cũng là một lan đam mê. Sau giờ làm, anh dành thời gian chăm sóc hoa lan của mình tại Sri Melati. Ông cũng tham dự nhiều triển lãm hoa và hoa lan đoạt giải thưởng ngưỡng mộ.
Yusof cũng là một người sùng kính tôn giáo, ông mở một vài nhà thờ Hồi giáo, các tổ chức tôn giáo và Hồi giáo đã chủ nhiều tổ chức phúc lợi xã hội tại Singapore. Ông cũng tham gia nhiều chức năng tôn giáo đặc biệt Al-Qur'an tụng cạnh tranh trong suốt cuộc đời của mình cũng như lễ kỷ niệm của sinh nhật nhà tiên tri Muhammad (Maulidur Rasul). Năm 1963, ông đã cho anh hành hương Hajj để Mecca để thực hiện và hoàn thành các nghi lễ Hajj của mình (người cuối cùng Năm trụ cột của Hồi giáo).